# Tammimäki
Tammimäki är en kulle i Finland.   Den ligger i den ekonomiska regionen  Joutsa ekonomiska region  och landskapet Mellersta Finland, i den södra delen av landet, 190 km norr om huvudstaden Helsingfors. Toppen på Tammimäki är 240 meter över havet.
Terrängen runt Tammimäki är huvudsakligen platt. Tammimäki är den högsta punkten i trakten. Runt Tammimäki är det mycket glesbefolkat, med 6 invånare per kvadratkilometer. Närmaste större samhälle är Joutsa, 13,0 km sydost om Tammimäki. I omgivningarna runt Tammimäki växer i huvudsak blandskog.